# 琼·彼雷·布罗尔
琼·彼雷·布罗尔·卡德纳斯（西班牙語：Jean Pierre Brol Cardenas，1982年12月18日—），危地马拉男子射击运动员，2011年泛美运动会男子多向飞碟金牌得主、2024年夏季奥林匹克运动会男子多向飞碟铜牌得主（也是危地马拉首位奥运会射击奖牌获得者）。